# Шушка се...
Шушка се... (енгл. Rumor Has It...) је филм из 2005. који је режирао Роб Рајнер, док главне улоге играју Џенифер Анистон, Кевин Костнер, Ширли Меклејн], Мина Сувари, Кети Бејтс и Марк Рафало. 
Прича у филму се дешава у садашњости, а прати догађаје који су се одиграли 1997. године. Како се наглашава на самом почетку, све је засновано „на истинитом трачу“. Према филму, Сарина бака, Катарина Ришеље (Ширли Меклејн), имала је аферу са знатно млађим Боом Бароузом (Кевин Костнер), што је послужило као инспирација за везу између Бенџамина Бредока и госпође Робинсон (чије име није познато) у филму Дипломац.
Ипак, прича из филма Дипломац и догађаји из овог филма се не слажу у неким тачкама - док су у Дипломцу Бенџамин Бредок и Илејн Робинсон приказани како заједно одлазе аутобусом, пошто је Бенџамин прекинуо њено венчање са Карлом Смитом, у овом филму, Џослин Ришеље (игра је Џенифер Бини Тејлор) бира за свог супруга Ерла Хатингера (Ричард Џенкинс) пошто је имала кратку везу са Боом. Међутим, у време када се одвија прича филма Џослин није жива (умрла је када је Сара имала девет година).

## Улоге
| Глумац          | Улога           |
| --------------- | --------------- |
| Џенифер Анистон | Сара Хатингер   |
| Марк Рафало     | Џеф Дејли       |
| Ширли Меклејн   | Кетрин Ришелије |
| Мина Сувари     | Ени Хатингер    |
| Кевин Костнер   | Бо Бароуз       |
| Ричард Џенкинс  | Ерл Хатингер    |
| Кети Бејтс      | тетка Мици      |
| Стив Сандвос    | Скот            |